# Rhapsody Tây Ban Nha (Liszt)
Rhapsody Tây Ban Nha là tác phẩm viết cho piano của nhà soạn nhạc người Hungary Franz Liszt. Liszt viết tác phẩm này vào năm 1863, sau đó tác phẩm này được Ferruccio Busoni chuyển soạn cho piano và dàn nhạc giao hưởng.